# ぐしけんさん
『ぐしけんさん』は、2022年10月9日から沖縄テレビ放送で放送されているバラエティ番組である。

## 概要
沖縄県石垣市出身でありながら高校卒業と同時に上京したため本土復帰以後の沖縄の移り変わりを身をもって体験していないという具志堅用高をレポーターに迎え、独自の視点から沖縄県の魅力を再発見してもらおうというもの。具志堅用高にとっては初の冠番組となる。
具志堅用高が番組スタッフとともに県内各地を巡り歩き、この50年間で変化したものや変わらないものの数々に驚かされながら県産グルメや各種施設、地域行事などを体験取材するというのが基本的なフォーマットだが、取り上げるテーマは県産品や観光地に留まらず、ホームセンターでのDIYや障害者スポーツ体験、離島から沖縄本島へ進学した高校生が暮らす学生寮訪問など多岐にわたる。

沖縄テレビ公式サイトの「ぐしけんさん」番組ページ内には視聴者から取材依頼を受けたりおすすめスポットを紹介してもらうための応募フォームが設けられており、番組作りに活かされている。
当初の1年間は具志堅用高が単身で取材先に赴く番組スタイルだったが、2年目を迎えた2023年10月1日放送の第50回からはMC担当の女性アシスタントが同行者に加わり、司会進行をしながら具志堅用高の反応を引き出すというスタイルにリニューアルされた。

## 放送時間
いずれも日本標準時、沖縄テレビでの放送時間。
- 日曜 8:30 - 8:55 （2022年10月9日 - 2025年3月30日）
- 土曜 9:55 - 10:25 （2025年4月5日 - ）[注 2]

放送後はYoutubeのOTV沖縄テレビ公式チャンネルを使った見逃し配信が行われており、オンエアを見逃した視聴者だけでなく沖縄テレビ放送の視聴エリア外からも番組を見ることができるようになっている。

## 放映ネット局
2023年4月7日からはBSJapanextでも毎週金曜9時30分～10時の枠で遅れネット放送されていたが、同年6月30日に全13本をもって終了した。

2025年2月27日にはBS11がOTVでの第64回「浦添市美術館の楽しみ方をご紹介！」を第1回として放送した。BS11公式サイトの番組紹介ページでは第2回としてOTVでの第67回「那覇市の歴史を再発見！」を3月27日に放送すること、および4月1日からは毎週火曜17時59分～18時22分の枠でレギュラー放送することが告知されている。

## 出演者

### メインレポーター
- 具志堅用高

### アシスタント
※第50回から新設された番組MC。下記のいずれか1人が週替わりでメインレポーターに同行する。
- 浜川結琳
- 澪花
- 與那嶺望（※第93回 - ）

## キャラクター
- 会鳥くん（声：小林美沙希）
ボクサー姿のカンムリワシ[注 6]をデフォルメしたキャラクター。テロップとして画面に登場し、番組の進行や補足説明を行なう。第1回から登場していたが声の担当がクレジットされるようになったのは第11回からで、当初の2回分では「会長くん」と誤植されていた。第49回を最後に会鳥くんJrへバトンタッチした。

- 会鳥くんJr（声：小林美沙希）
第50回からの番組リニューアルに伴い、会鳥くんから代替わりした。アフロヘアーになったこととチャンピオンベルトのバックルの形状を除けば会鳥くんとほぼ同じデザイン。声のキーも若干若返っている。

## 放送リスト
| No  | 放送日   | サブタイトル                                                               |
| --- | -------- | -------------------------------------------------------------------------- |
| 001 | 10月9日  | カンムリワシ・ぐしけんさんの知らない県産情報をめぐりあるく新番組スタート！ |
| 002 | 10月16日 | 新たな県民の台所「のうれんプラザ」で美味しい県産品を発見                   |
| 003 | 10月23日 | 瀬長島が舞台！極寒スポットを体験？！瀬長島グルメも続々登場                 |
| 004 | 10月30日 | 沖縄の「航空産業」が舞台！航空機の整備・点検を行う施設「MROJAPAN」に潜入。 |
| 005 | 11月6日  | 恩納村で山の幸・海の幸を堪能！（前編）                                     |
| 006 | 11月13日 | 恩納村で山の幸・海の幸を堪能！（後編）                                     |
| 007 | 11月20日 | 舞台は南城市 お手軽「自動販売機グルメ」を初体験！                          |
| 008 | 11月27日 | 舞台は那覇市久米にある福州園！                                             |
| 009 | 12月4日  | 今回の舞台は、沖縄で初めての観光施設「玉泉洞」があるおきなわワールド！     |
| 010 | 12月11日 | 今回の舞台は、「おきなわワールド」後編！                                   |
| 011 | 12月18日 | 今回のテーマは「ボードゲーム」                                             |
| 012 | 12月25日 | 今年ラストの放送回では具志堅さんが食べ納め！                               |

| No  | 放送日   | サブタイトル                                                     |
| --- | -------- | ---------------------------------------------------------------- |
| 013 | 1月8日   | 「唄・三線の世界」アルベルト城間さんがナビゲート！               |
| 014 | 1月15日  | 沖縄本島北部 やんばるの魅力をご紹介！                            |
| 015 | 1月22日  | やんばる再発見ツアー第二弾！北部の共同売店！                     |
| 016 | 1月29日  | やんばる再発見ツアー！東村でレジャーに挑戦！                     |
| 017 | 2月5日   | ぐしけんさんの知らない「家づくりの世界」！夢の別荘プランが始動!? |
| 018 | 2月12日  | 「沖縄空手会館」が舞台！空手の魅力をお伝えします                 |
| 019 | 2月19日  | うるま市の食の情報発信拠点「うるマルシェ」が舞台！               |
| 020 | 2月26日  | 番組初の離島ロケ！渡嘉敷島の魅力をお伝えします                   |
| 021 | 3月5日   | 渡嘉敷島ロケ後編！島の魅力を大満喫！                             |
| 022 | 3月12日  | 山羊料理の世界を堪能                                             |
| 023 | 3月19日  | 沖縄本島中部をドライブ！                                         |
| 024 | 3月26日  | 世界のフォークダンスを体験！                                     |
| 025 | 4月2日   | 食卓を支えるけんさん食材の魅力！「もやし」＆「卵」！             |
| 026 | 4月9日   | はじめての沖縄キャンプ！大城良太アナウンサーがご案内！           |
| 027 | 4月16日  | 沖縄のレクリエーション！                                         |
| 028 | 4月23日  | 大好評だった瀬長島特集を再編集してお届け！今後のみどころも！     |
| 029 | 4月30日  | 具志堅さんと盛り上げる那覇ハーリー！                             |
| 030 | 5月7日   | 浦添スイーツ巡り ＯＴＶ小林美沙希アナウンサーがご案内!!          |
| 031 | 5月14日  | 新・第一牧志公設市場をぶらり！                                   |
| 032 | 5月21日  | 軽便鉄道でいきものと出会う旅▽ネオパークオキナワ                  |
| 033 | 5月28日  | 廃品を再生させる達人が登場！具志堅さんも感動する沖縄の再生工房   |
| 034 | 6月4日   | 具志堅さんが車いすラグビーに挑戦！                               |
| 035 | 6月11日  | 伝統工芸品がずらり！雨の日も楽しめる体験スポットおきなわ工芸の杜 |
| 036 | 6月18日  | タクシーでサイコロ旅！ぐしけんさんを探せ！                       |
| 037 | 6月25日  | 具志堅さんと懐かしむ昭和レトロ！                                 |
| 038 | 7月2日   | スペシャル企画！具志堅さんのインディ・ジョーンズと運命のダイヤル |
| 039 | 7月9日   | 具志堅さんと味わう沖縄の新茶                                     |
| 040 | 7月16日  | 具志堅さんと楽しむ沖縄のＤＩＹ▽ホームセンター巡り                |
| 041 | 7月30日  | 具志堅さんと行く本島北部ドライブ！                               |
| 042 | 8月6日   | 具志堅さんが海釣りにチャレンジ！                                 |
| 043 | 8月13日  | 具志堅さんの思いでの詰まったパイン＆グアバの畑へ!!               |
| 044 | 8月20日  | 世界最高峰のバスケが沖縄に！ＯＴＶ後間アナおすすめ沖縄市グルメ！ |
| 045 | 8月27日  | 沖縄本島の高校に進学した生徒たちが暮らす「群星寮」を訪問！       |
| 046 | 9月3日   | 具志堅先輩がエールを送る！15の春の高校生＜後編＞                 |
| 047 | 9月10日  | 具志堅さんと名護市営市場をぶらり！                               |
| 048 | 9月17日  | ありんくりんがご案内！北中城村の新しい楽しみ方！                 |
| 049 | 9月24日  | 具志堅さんが自分のクイズに挑む！クイズぐしけんさん               |
| 050 | 10月1日  | 新たにアシスタントも加わりリニューアル！▽サンライズなは商店街    |
| 051 | 10月8日  | 10月10日はマグロの日！泊漁港で「なはまぐろ」の魅力を再発見！     |
| 052 | 10月15日 | 具志堅さん初体験の沖縄こどもの国！                               |
| 053 | 10月22日 | 琉球ゴールデンキングス応援企画▽沖縄アリーナの魅力を再発見！      |
| 054 | 11月5日  | 離島の魅力を再発見！粟国島編！                                   |
| 055 | 11月12日 | 粟国島後編！最新キャンプ施設。もちきびかりんとう作り             |
| 056 | 11月19日 | 糸満市の公設市場いとま～るの魅力を再発見！                       |
| 057 | 11月26日 | 読谷村で体験づくし!!ククル読谷サーキット＆体験王国むら咲むら     |
| 058 | 12月3日  | 体験王国むら咲むら後編▽黒糖手作り▽絞り染め体験でＴシャツを製作   |
| 059 | 12月10日 | ゴルフをバーチャル体験！▽バーチャルタレント「根間うい」も登場    |
| 060 | 12月17日 | 沖縄の建物を守っている塗装！具志堅さんが塗装に挑戦！塗装クイズも |
| 061 | 12月24日 | 具志堅さんの新たな趣味を見つけよう！読書の魅力をご紹介！         |

| No  | 放送日   | サブタイトル                                                         |
| --- | -------- | -------------------------------------------------------------------- |
| 062 | 1月7日   | 新たな趣味を見つけよう！第２弾 書道の魅力をご紹介！                  |
| 063 | 1月14日  | 日本ハンドボールリーグの琉球コラソンの魅力を再発見！                 |
| 064 | 1月21日  | 浦添市美術館の楽しみ方をご紹介！                                     |
| 065 | 1月28日  | 具志堅さんがなぎなたに挑戦！                                         |
| 066 | 2月4日   | 八重瀬町にあるホロホローの森で具志堅さんが大冒険!?                   |
| 067 | 2月11日  | 那覇市の歴史を再発見！                                               |
| 068 | 2月18日  | リニューアルオープンした“南の駅やえせ”の魅力を再発見                 |
| 069 | 2月25日  | 南城市奥武島で美味しい魚を食べよう♪▽スペシャルゲストも登場！         |
| 070 | 3月3日   | パレットくもじの魅力を再発見！人気のお土産に最新ワークラウンジ       |
| 071 | 3月10日  | イーアス沖縄豊崎の魅力を探る！DMMかりゆし水族館の裏側に潜入          |
| 072 | 3月17日  | オリオンビール名護工場を見学！ビールのこだわりやおいしさを体感！     |
| 073 | 3月24日  | 糸満海人工房資料館に訪問！海人の文化や歴史に具志堅さん興味津々       |
| 074 | 4月7日   | フーチャンプルーに欠かせない「くるま麩」の工場を見学！               |
| 075 | 4月14日  | ノスタルジックな雰囲気漂う「壺屋やちむん通り」を再発見!!             |
| 076 | 4月21日  | 名護市の面白さをワシづかみ!!▽大好物とのコラボ（？）に大満足!!        |
| 077 | 4月28日  | 現実世界とデジタルを融合させたARを体験！                             |
| 078 | 5月5日   | 新感覚のハイブリッドエンタメ施設「リトルユニバースオキナワ」を体感!! |
| 079 | 5月12日  | 「闘牛のまち」うるま市で沖縄闘牛の魅力を再発見!!                     |
| 080 | 5月19日  | 読谷村の酒造所で泡盛ができるまでを見学！                             |
| 081 | 5月26日  | うるま市石川の釣り体験施設を探索！                                   |
| 082 | 6月2日   | 沖縄大学でおすすめスポットをご紹介!!学生たちとの交流も…!?            |
| 083 | 6月9日   | 先週に引き続き沖縄大学を探索!! 模擬授業に出席！学長とご対面          |
| 084 | 6月16日  | タピックタラソセンター宜野座！海水の足湯につかってお肌はツルツル     |
| 085 | 6月23日  | ちゅらとくアワードを受賞した「ナゴパイナップルパーク」を散策！       |
| 086 | 6月30日  | 「そろばん」に着目！珠算学校で子供たちの計算の速さと正確さに驚き     |
| 087 | 7月7日   | 国頭方西海道を巡る！                                                 |
| 088 | 7月14日  | ビリヤードの楽しみ方をご紹介！                                       |
| 089 | 7月28日  | 那覇市の商店街「八軒通り」を散策！                                   |
| 090 | 8月4日   | 国内指折りの養殖生産量を誇る「車エビ」 名護市屋我地島の養殖場へ      |
| 091 | 8月11日  | 道の駅「ぎのざ」！▽水遊びゾーンに大型の遊具▽地元の食材に舌鼓!!       |
| 092 | 8月18日  | 沖縄の鉄道「ケービン」の不思議に迫る!!                               |
| 093 | 8月25日  | 酷暑を元気に乗り切るべく、スタミナ料理をご紹介！                     |
| 094 | 9月1日   | ４００年以上の伝統を誇る与那原大綱曳！                               |
| 095 | 9月8日   | 進化する沖縄の路線バスの魅力をご紹介！                               |
| 096 | 9月15日  | ダムを学ぼう!!～「倉敷ダム」編～▽ダム湖からのぞむ絶景のスポット      |
| 097 | 9月22日  | 製鉄の歴史を学ぼう！▽拓南製鉄                                        |
| 098 | 10月6日  | 那覇市の泊漁港で「なはまぐろ」をご紹介!!                             |
| 099 | 10月13日 | 恩納村博物館を訪ね昔の人々の暮らしぶりを深掘り!!                     |
| 100 | 10月20日 | ＪＡＸＡの沖縄宇宙通信所！                                           |
| 101 | 10月27日 | 琉球漆器の美と技にふれあう                                           |
| 102 | 11月3日  | 学生たちが案内する首里城のツアーに参加！                             |
| 103 | 11月10日 | 西原町の県立埋蔵文化センターをご紹介！文化財の宝庫に目から鱗！       |
| 104 | 11月17日 | 沖縄の冬を満喫！ホテルアクティビティをご紹介♪                        |
| 105 | 11月24日 | 那覇市の東町と西町をご案内▽リノベーションされた東町ビル！            |
| 106 | 12月1日  | うちな～名物！あの「すっぱ～い」お菓子の秘密に迫ります！             |
| 107 | 12月8日  | 八重瀬町の個人美術館を訪問！具志堅さんがアート制作に挑戦！           |
| 108 | 12月22日 | ぐしけんさんのルーツ・石垣島の旅！当時のマル秘写真を公開!!           |
| 109 | 12月29日 | ぐしけんさんのルーツ・石垣島の旅！八重山みんさーをご紹介！           |

| No   | 放送日  | サブタイトル                                                                 |
| ---- | ------- | ---------------------------------------------------------------------------- |
| 110  | 1月5日  | ぐしけんさんのルーツ・石垣島の旅！南ぬ島石垣空港の裏側に迫る                 |
| 111  | 1月12日 | ぐしけんさんのルーツ・石垣島の旅！石垣やいま村で伝統文化と癒しの空間を満喫！ |
| 112  | 1月19日 | 石垣島の旅第5弾！島の台所・石垣市公設市場で味めぐり                          |
| 113  | 1月26日 | 石垣島の旅第6弾！ぐしけんが体験！至福の島時間                                |
| 114  | 2月2日  | 恩納村アート探訪～前編～リゾートとカフェギャラリーで美とふれあう             |
| 115  | 2月9日  | 恩納村アート探訪～後編～ぐしけん流！やちむんアートと撮影術                   |
| 116  | 2月16日 | 伝統と革新が織りなす琉球ガラスの世界をご紹介！                               |
| 117  | 2月23日 | ぐしけんさんも堪能！糸満海鮮グルメ旅!!                                       |
| 118  | 3月2日  | ぐしけんさんの新たな才能が開花!?高校生と射撃対決!!                           |
| 119  | 3月9日  | うちなんちゅのソウルフード・沖縄そば！本土復帰後に消滅の危機が               |
| 120  | 3月16日 | ぐしけんさんと楽しむ！うちなー銘菓絵巻!!（前編）                             |
| 121  | 3月23日 | ぐしけんさんと楽しむ！うちなー銘菓絵巻!!（後編）                             |
| 122  | 4月5日  | ぐしけんさんも満面の笑み！ウチナー名物アイスクリーム！                       |
| 123  | 4月12日 | 戦後の記憶を伝える「ヒストリート」で沖縄市の独自の文化を深掘り！             |
| 124  | 4月19日 | ぐしけんさんが直撃！ウチナーオリジナルランチの謎!!                           |
| 125  | 4月26日 | ぐしけんさんと紐解く！那覇市久米の記憶!!                                     |
| 126  | 5月3日  | 美しく強く守る！沖縄空手の護身術を伝受!!                                     |
| 127  | 5月10日 | ウチナーンチュに「エンダー」と親しまれる「Ａ＆Ｗ」！                         |
| 特番 | 5月13日 | ぐしけんさん×い～あんべぇゴールデンコラボスペシャル                          |
| 128  | 5月17日 | ぐしけん流エクササイズで健康的にダイエット！                                 |
| 129  | 5月31日 | 思わずハマる!?ウチナー食材を活かしたタコスづくりにチャレンジ！               |
| 130  | 6月7日  | 戦後80年・戦禍の記憶と爪痕が問いかける平和                                   |
| 131  | 6月14日 | ぐしけんさんも唸る！絶景クルーズ体験!!                                       |
| 132  | 6月21日 | 北谷町のリゾートホテルをご紹介！異国情緒あふれる街で贅沢体験！               |
| 133  | 6月28日 | 新たな趣味として開眼!?ぐしけんさんがボウリングで力試し!!                     |

### 備考
- 2023年
  - 1月1日は『第56回新春!爆笑ヒットパレード2023』（07:00 - 11:50）のため休止。
  - 7月23日は『FNS27時間テレビ』（06:00 - 09:00）のため休止。
  - 10月29日は第30回『浦添スイーツ巡り　ＯＴＶ小林美沙希アナウンサーがご案内!!』の再放送。
  - 12月31日は年末特別編成による『行列のできる相談所』（08:25 - 09:20）のため休止。
- 2024年
  - 3月31日は第52回『具志堅さん初体験の沖縄こどもの国！』の再放送。
  - 7月21日は『FNS27時間テレビ』（06:00 - 09:00）のため休止。
  - 9月29日は第67回『那覇市の歴史を再発見！』の再放送。
  - 12月15日は第75回『ノスタルジックな雰囲気漂う「壺屋やちむん通り」を再発見!!』の再放送。。
- 2025年
  - 3月30日は第102回『学生たちが案内する首里城のツアーに参加！』の再放送。
  - 5月13日は『友近×ありんくりんのい～あんべぇ』とコラボしての1時間SP （20:00 - 20:54）。
  - 5月24日は第100回『ＪＡＸＡの沖縄宇宙通信所！』の再放送。